# Rudolf Platte
Rudolf Antonius Heinrich Platte, conosciuto come Rudolf Platte (Dortmund, 12 febbraio 1904 – Berlino Ovest, 18 dicembre 1984), è stato un attore tedesco.

## Biografia

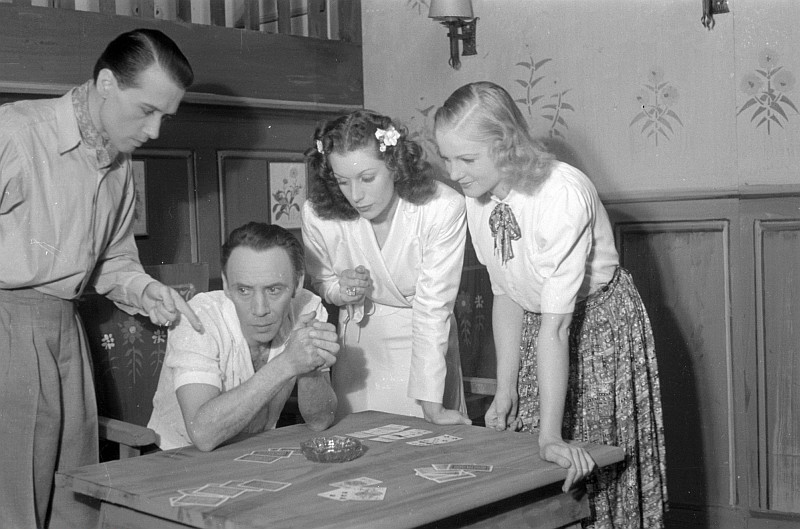
Rudolf Platte (seduto) nella commedia teatrale Bezauberndes Fräulein, 1945.

Nato nel 1904 a Dortmund, nel distretto urbano di Hörde, si appassiona al teatro e alla recitazione già durante gli anni scolastici, partecipando a spettacoli spesso improvvisati con i compagni di studio. Negli anni venti continua a dedicarsi al teatro, sia come attore sia come regista, e nel 1929 è uno dei fondatori del cabaret politico-letterario Die Katakombe di Berlino. Lo stesso anno esordisce nel cortometraggio Mein Traum wär ein Mädel di E. W. Emo, dando il via a una carriera che lo vedrà presente in oltre 200 film nell'arco di cinquant'anni.
Minuto, emaciato, negli anni trenta Rudolf Platte si specializza in piccoli ruoli di uomo timido, di buon cuore, eccentrico e comico. Sempre in questi anni è protagonista di molti cortometraggi, molti dei quali diretti da Jürgen von Alten. Durante la seconda guerra mondiale l'attività cinematografica rallenta bruscamente, limitata a pochi film tra cui Ein Walzer mit dir (1943), Alles aus Liebe (1943) e Der Meisterdetektiv (1944), tutti diretti da Hubert Marischka. Nel frattempo, nel 1940 succede a Ralph Arthur Roberts come direttore del Theater in der Behrenstraße a Berlino, che guida fino alla sua chiusura definitiva nel 1944, e dal 1945 al 1947 dirige il Theater am Schiffbauerdamm.
Dopo la seconda guerra mondiale, l'accresciuta popolarità gli consente frequenti apparizioni come ospite in trasmissioni televisive e negli anni cinquanta è di nuovo impegnato in molti film, di solito commedie dirette da registi quali Géza von Cziffra (Maja, Der falsche Adam), Paul Martin (Ball im Savoy, Tu sei la musica) e Carl Boese (Unschuld in tausend Nöten, Die spanische Fliege)

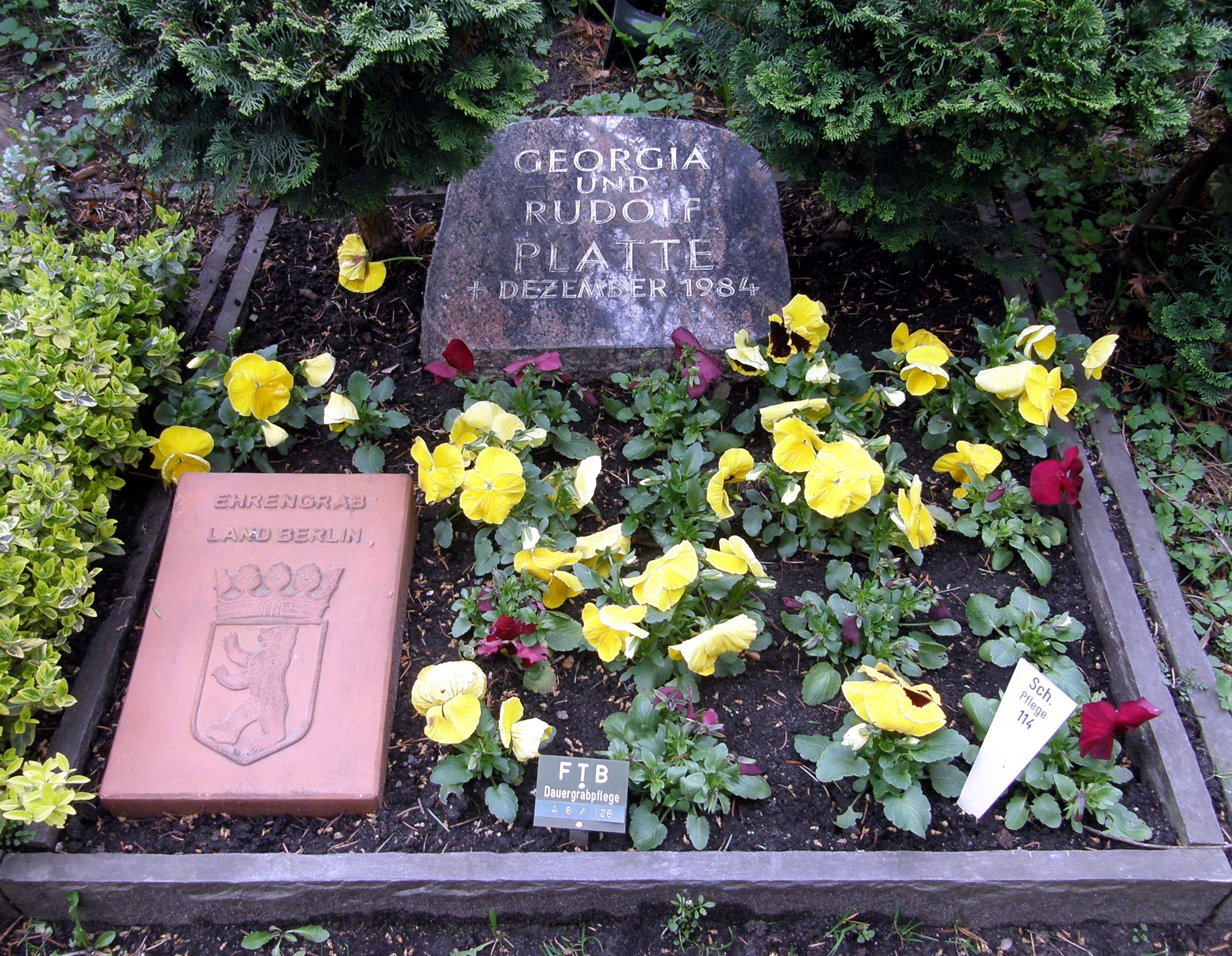
La tomba di Rudolf e Georgia Platte nel cimitero di Wilmersdorf a Berlino.

A partire dagli anni sessanta partecipa a serie TV tra cui Der Kommissar, L'ispettore Derrick e Il commissario Köster. Rudolf Platte si dedica sempre meno al cinema concentrandosi sul teatro e sulle produzioni televisive, spesso impersonando ruoli da protagonista più impegnativi che nei suoi film. Da ricordare quello di Wilhelm Voigt in Der Hauptmann von Köpenick di Rainer Wolffhardt (1960), del ciabattino Fielitz in Der rote Hahn di John Olden (1962) e quello di Sakini in Das kleine Teehaus di Paul Martin e Eugen York (1967), tratto dal dramma La casa da tè alla luna d'agosto.
Nel 1978 vince il premio d'onore ai Deutscher Filmpreis, per l'eccezionale contributo al cinema tedesco, e nel 1982 compare per l'ultima volta in un ruolo cinematografico, in Veronika Voss di Rainer Werner Fassbinder.

### Vita privata
Rudolf Platte si è sposato quattro volte: con Vally Hager negli anni trenta, con l'attrice Marina Ried dal 1942 al 1953 e due volte con l'attrice Georgia Lind, nel 1942 per un brevissimo periodo e dal 1954 al 10 dicembre 1984, giorno della morte di quest'ultima. L'attore è deceduto otto giorni dopo, lasciando la maggior parte del suo considerevole patrimonio alla Onlus austriaca SOS Villaggi dei bambini. Entrambi sono sepolti nel cimitero di Wilmersdorf a Berlino.

## Filmografia
- Revolte im Erziehungshaus, regia di Georg Asagaroff (1930)
- Drei Tage Liebe, regia di Heinz Hilpert (1931)
- Zimmer 12 a, regia di Karl Peter (1931)
- Der Stolz der 3. Kompanie, regia di Fred Sauer (1932)
- Das Millionentestament, regia di Erich Engels (1932)
- Die - oder keine, regia di Carl Froelich (1932)
- Wie sag' ich's meinem Mann?, regia di Reinhold Schünzel (1932)
- Liebe auf den ersten Ton, regia di Carl Froelich (1932)
- Io di giorno, tu di notte (Ich bei Tag und du bei Nacht), regia di Ludwig Berger (1932)
- F.P. 1 non risponde (F.P.1 antwortet nicht), regia di Karl Hartl (1932)
- Eine Tür geht auf, regia di Alfred Zeisler (1933)
- L'inferno dei mari (Morgenrot), regia di Vernon Sewell e Gustav Ucicky (1933)
- Zwei gute Kameraden, regia di Max Obal (1933)
- Der Stern von Valencia, regia di Alfred Zeisler (1933)
- Hitlerjunge Quex, regia di Hans Steinhoff (1933)
- Keine Angst vor Liebe, regia di Hans Steinhoff (1933)
- Vittorio e Vittoria (Viktor und Viktoria), regia di Reinhold Schünzel (1933)
- Schön ist jeder Tag den Du mir schenkst, Marie Luise, regia di Willy Reiber (1934)
- So ein Flegel, regia di Robert A. Stemmle (1934)
- Oro (Gold), regia di Karl Hartl (1934)
- Pappi, regia di Arthur Maria Rabenalt (1934)
- Der Meisterboxer, regia di Fred Sauer (1934)
- Charleys Tante, regia di Robert A. Stemmle (1934)
- Was bin ich ohne Dich, regia di Arthur Maria Rabenalt (1934)
- Heinz im Mond, regia di Robert A. Stemmle (1934)
- Der Vetter aus Dingsda, regia di Georg Zoch (1934)
- Schützenkönig wird der Felix, regia di Carl Boese (1934)
- Der Herr Senator. Die fliegende Ahnfrau, regia di Fred Sauer (1934)
- Die Liebe siegt, regia di Georg Zoch (1934)
- Grüß' mir die Lore noch einmal, regia di Carl Heinz Wolff (1934)
- Dannazione (Liebe, Tod und Teufel), regia di Heinz Hilpert e Reinhart Steinbicker (1934)
- Zingaro barone (Zigeunerbaron), regia di Karl Hartl (1935)
- Amo tutte le donne (Ich liebe alle Frauen), regia di Karel Lamač (1935)
- Un delitto a bordo (Einer zuviel an Bord), regia di Gerhard Lamprecht (1935)
- Canto per te (Liebeslied), regia di Fritz Peter Buch (1935)
- Donogoo Tonka, regia di Reinhold Schünzel (1936)
- I cosacchi del Volga (Stjenka Rasin), regia di Alexandre Volkoff (1936)
- Flitterwochen, regia di Karel Lamač (1936)
- Blinde Passagiere, regia di Fred Sauer (1936)
- Die Leute mit dem Sonnenstich, regia di Carl Hoffmann (1936)
- Il concerto di corte (Das Hofkonzert), regia di Detlef Sierck (1936)
- Der lustige Witwenball, regia di Alwin Elling (1936)
- Hans im Glück, regia di Robert Herlth e Walter Röhrig (1936)
- Ein Mädel vom Ballett, regia di Karel Lamač (1937)
- Die Kronzeugin, regia di Georg Jacoby (1937)
- Wie der Hase läuft, regia di Carl Boese (1937)
- Heiratsinstitut Ida & Co, regia di Victor Janson (1937)
- Wenn Frauen schweigen, regia di Fritz Kirchhoff (1937)
- Husaren heraus, regia di Georg Jacoby (1937)
- Die Landstreicher, regia di Karel Lamač (1937)
- Mädchen für alles, regia di Carl Boese (1937)
- Fremdenheim Filoda, regia di Hans Hinrich (1937)
- Autobus S, regia di Heinz Hille (1937)
- Gasparone, regia di Georg Jacoby (1937)
- Monika, regia di Heinz Helbig (1938)
- La donna di una notte (Das Mädchen von gestern Nacht), regia di Peter Paul Brauer (1938)
- Grossalarm, regia di Georg Jacoby (1938)
- Frühlingsluft, regia di Karel Lamač (1938)
- Schwarzfahrt ins Glück, regia di Carl Boese (1938)
- Diskretion - Ehrensache, regia di Johannes Meyer (1938)
- Mia moglie si diverte (Unsere kleine Frau), regia di Paul Verhoeven (1938)
- La volpe azzurra (Der Blaufuchs), regia di Viktor Turžanskij (1938)
- Nanu, Sie kennen Korff noch nicht?, regia di Fritz Holl (1938) - Non accreditato
- In nome del popolo (Im Namen des Volkes), regia di Erich Engels (1939)
- Ich bin gleich wieder da, regia di Peter Paul Brauer (1939)
- Cuori in fiamme (Frau am Steuer), regia di Paul Martin (1939)
- Dietro il sipario (Der Vorhang fällt), regia di Georg Jacoby (1939)
- Sposiamoci ancora... (Ehe in Dosen), regia di Johannes Meyer (1939)
- Chi bacia Maddalena? (Wer küßt Madeleine?), regia di Victor Janson (1939)
- 12 minuti dopo mezzanotte (Zwölf Minuten nach zwölf), regia di Johannes Guter (1939)
- Der singende Tor, regia di Johannes Meyer (1939)
- Casa lontana, regia di Johannes Meyer (1939)
- Rote Mühle, regia di Jürgen von Alten (1940)
- Liebesschule, regia di Karl Georg Külb (1940)
- Mädchen im Vorzimmer, regia di Gerhard Lamprecht (1940)
- Meine Tochter tut das nicht, regia di Hans H. Zerlett (1940)
- Für die Katz', regia di Hermann Pfeiffer (1940)
- Allegri vagabondi (Die lustigen Vagabunden), regia di Jürgen von Alten (1940)
- Ritorno, regia di Géza von Bolváry (1940)
- Traummusik, regia di Géza von Bolváry (1940)
- Blutsbrüderschaft, regia di Philipp Lothar Mayring (1941)
- La pista del delitto (Alarm), regia di Herbert B. Fredersdorf (1941)
- Spähtrupp Hallgarten, regia di Herbert B. Fredersdorf (1941)
- Festa in famiglia (Familienanschluß), regia di Carl Boese (1941)
- Ragazzi fortunati (Sonntagskinder), regia di Jürgen von Alten (1941)
- So ein Früchtchen, regia di Alfred Stöger (1942)
- Ein Walzer mit dir, regia di Hubert Marischka (1943)
- Alles aus Liebe, regia di Hubert Marischka (1943)
- Der Meisterdetektiv, regia di Hubert Marischka (1944)
- Genoveffa la racchia (Kätchen für alles), regia di Ákos Ráthonyi (1949)
- Nach Regen scheint Sonne, regia di Erich Kobler (1949)
- Absender unbekannt, regia di Ákos Ráthonyi (1950)
- Dreizehn unter einem Hut, regia di Johannes Meyer (1950)

- Dieser Mann gehört mir, regia di Paul Verhoeven (1950)
- Maharadscha wider Willen, regia di Ákos Ráthonyi (1950)
- Der Mann, der sich selber sucht, regia di Géza von Cziffra (1950)
- Wenn Männer schwindeln, regia di Carl Boese (1950)
- Mädchen mit Beziehungen, regia di Ákos Ráthonyi (1950)
- La terza da destra (Die Dritte von rechts), regia di Géza von Cziffra (1950)
- Taxi-Gattin, regia di Carl Boese (1950)
- Es begann um Mitternacht, regia di Peter Paul Brauer (1951)
- Eva im Frack, regia di Paul Verhoeven (1951)
- Schön muß man sein, regia di Ákos Ráthonyi (1951)
- Weh dem, der liebt!, regia di Sándor Szlatinay (1951)
- Unschuld in tausend Nöten, regia di Carl Boese (1951)
- Engel im Abendkleid, regia di Ákos Ráthonyi (1951)
- Due mogli per ogni uomo (Die Frauen des Herrn S.), regia di Paul Martin (1951)
- Maja (Die verschleierte Maja), regia di Géza von Cziffra (1951)
- Wildwest in Oberbayern, regia di Ferdinand Dörfler (1951)
- Wenn die Abendglocken läuten, regia di Alfred Braun (1951)
- Meine Frau macht Dummheiten, regia di Géza von Bolváry (1952)
- Drei Tage Angst, regia di Erich Waschneck (1952)
- Pension Schöller, regia di Georg Jacoby (1952)
- Mein Herz darfst du nicht fragen, regia di Paul Martin (1952)
- Man lebt nur einmal, regia di Ernst Neubach (1952)
- Der Weibertausch, regia di Karl Anton (1952)
- Traumschöne Nacht, regia di Ralph Baum (1952)
- Danzerò con te tra le stelle (Hannerl: Ich tanze mit Dir in den Himmel hinein), regia di Ernst Marischka (1952)
- Die Fiakermilli, regia di Arthur Maria Rabenalt (1953)
- Die Junggesellenfalle, regia di Fritz Böttger (1953)
- Frauen, Filme, Fernsehfunk, regia di Carl Boese (1953)
- Hollandmädel, regia di J.A. Hübler-Kahla (1953)
- Das singende Hotel, regia di Géza von Cziffra (1953)
- Liebeskrieg nach Noten, regia di Karl Hartl (1953)
- Damenwahl, regia di E. W. Emo (1953)
- Die Blume von Hawaii, regia di Géza von Cziffra (1953)
- Die tolle Lola, regia di Hans Deppe (1954)
- Die süßesten Früchte, regia di Franz Antel (1954)
- Meine Schwester und ich, regia di Paul Martin (1954)
- Geld aus der Luft, regia di Géza von Cziffra (1954)
- Columbus entdeckt Krähwinkel, regia di Ulrich Erfurth e Alexander Paal (1954)
- Tanz in der Sonne, regia di Géza von Cziffra (1954)
- Verliebte Leute, regia di Franz Antel (1954)
- Musik, Musik und nur Musik, regia di Ernst Matray (1955)
- Die spanische Fliege, regia di Carl Boese (1955)
- Ball im Savoy, regia di Paul Martin (1955)
- Der falsche Adam, regia di Géza von Cziffra (1955)
- Mamitschka, regia di Rolf Thiele (1955)
- Liebe, Tanz und 1000 Schlager, regia di Paul Martin (1955)
- Das Bad auf der Tenne, regia di Paul Martin (1956)
- Tu sei la musica (Du bist Musik), regia di Paul Martin (1956)
- Ich und meine Schwiegersöhne, regia di Georg Jacoby (1956)
- Mädchen mit schwachem Gedächtnis, regia di Géza von Cziffra (1956)
- Die ganze Welt singt nur Amore, regia di Robert A. Stemmle (1956)
- Die schöne Meisterin, regia di Rudolf Schündler (1956)
- Zwei Herzen voller Seligkeit, regia di J.A. Holman (1957)
- Appuntamento a Zurigo (Die Zürcher Verlobung), regia di Helmut Käutner (1957)
- Tolle Nacht, regia di John Olden (1957)
- Die Unschuld vom Lande, regia di Rudolf Schündler (1957)
- Tante Wanda aus Uganda, regia di Géza von Cziffra (1957)
- Das einfache Mädchen, regia di Werner Jacobs (1957)
- Liebe, Jazz und Übermut, regia di Erik Ode (1957)
- Es wird alles wieder gut, regia di Géza von Bolváry (1957)
- Heute blau und morgen blau, regia di Harald Philipp (1957)
- Wenn die Bombe platzt, regia di E. W. Emo (1958)
- Lilli - ein Mädchen aus der Großstadt, regia di Hermann Leitner (1958)
- Bühne frei für Marika, regia di Georg Jacoby (1958)
- Ihr 106. Geburtstag, regia di Günther Lüders (1958)
- Der Maulkorb, regia di Wolfgang Staudte (1958)
- Scala - total verrückt, regia di Erik Ode (1958)
- Der Haus-Tyrann, regia di Hans Deppe (1959)
- La Paloma, regia di Paul Martin (1959)
- Wenn das mein großer Bruder wüßte, regia di Erik Ode (1959)
- Melodie und Rhythmus, regia di John Olden (1959)
- Buddenbrooks - 1. Teil, regia di Alfred Weidenmann (1959)
- Salem Aleikum, regia di Géza von Cziffra (1959)
- Als geheilt entlassen, regia di Géza von Cziffra (1960)
- La gran vita (Das kunstseidene Mädchen), regia di Julien Duvivier (1960)
- Marina, regia di Paul Martin (1960)
- Hauptmann - deine Sterne, regia di Géza von Cziffra (1960)
- Wenn die Heide blüht, regia di Hans Deppe (1960)
- Willy, der Privatdetektiv, regia di Rudolf Schündler (1960)
- Eine hübscher als die andere, regia di Axel von Ambesser (1961)
- Immer Ärger mit dem Bett, regia di Rudolf Schündler (1961)
- Adieu, Lebewohl, Goodbye, regia di Paul Martin (1961)
- So liebt und küsst man in Tirol, regia di Franz Marischka (1961)
- Ihr schönster Tag, regia di Paul Verhoeven (1962)
- Verrückt und zugenäht, regia di Rolf Olsen (1962)
- Lo scandalo Sibelius (Frauenarzt Dr. Sibelius), regia di Rudolf Jugert (1962)
- Il venditore di uccelli (Der Vogelhändler), regia di Géza von Cziffra (1962)
- Sein bester Freund, regia di Luis Trenker (1962)
- Der 42. Himmel, regia di Kurt Früh (1962)
- Heimweh nach St. Pauli, regia di Werner Jacobs (1963) - Non accreditato
- Herrenpartie, regia di Wolfgang Staudte (1964)
- Freddy, Tiere, Sensationen, regia di Karl Vibach (1964)
- Professor Columbus, regia di Rainer Erler (1968)
- Die Herren mit der weissen Weste, regia di Wolfgang Staudte (1970)
- Auch ich war nur ein mittelmäßiger Schüler, regia di Werner Jacobs (1974)
- Veronika Voss (Die Sehnsucht der Veronika Voss), regia di Rainer Werner Fassbinder (1982)

### Cortometraggi
- Mein Traum wär ein Mädel, regia di E. W. Emo (1929)
- Ahoi - Ahoi!, regia di Luis Domke (1932)
- Seine erste Liebe, regia di H.W. Becker (1933)
- Herr Mahler in tausend Nöten, regia di Phil Jutzi (1934)
- Halb und halb, regia di Phil Jutzi (1934)
- Seine beste Erfindung, regia di Rudo Ritter (1934)
- Hochzeit am 13., regia di Georg Jacoby (1934)
- UFA-Märchen, regia di Rudolf Schaad (1935)
- Emma III, regia di Rolf Randolf (1935)
- Hier irrt Schiller, regia di Jürgen von Alten (1936)
- Wochenendzauber, regia di Hanns Marschall (1936)

- Wie imponiere ich meiner Frau?, regia di Jürgen von Alten (1936)
- Spezialist für alles, regia di Jürgen von Alten (1936)
- Der glückliche Finder, regia di Jürgen von Alten (1937)
- Andere Länder, andere Sitten, regia di Kurt Hoffmann (1938)
- Wie ein Ei dem andern, regia di Jürgen von Alten (1938)
- Der lose Falter, regia di Karl Schulz (1938)
- Angenehme Ruhe, regia di Jürgen von Alten (1938)
- Der falsche Admiral, regia di Jürgen von Alten (1939)
- Müller contra Müller, regia di Alfred Stöger (1939)
- Tee zu zweien, regia di Milo Harbich (1939)
- Der liebe Besuch, regia di Jürgen von Alten (1940)

## Televisione
Film Tv
- Wir senden Frohsinn - wir spenden Freude, regista sconosciuto (1942)
- Der widerspenstigen Zähmung, regia di Ludwig Berger (1958)
- Das Fenster zum Flur, regia di Erik Ode (1960)
- Der Hauptmann von Köpenick, regia di Rainer Wolffhardt (1960)
- Der Mann von drüben, regia di Wilm ten Haaf (1961)
- Die göttliche Jette, regia di Alfred Braun (1961)
- Onkel Harry, regia di Peter Beauvais (1961)
- Der rote Hahn, regia di John Olden (1962)
- Sein Meisterstück, regia di Thomas Engel (1963)
- Der Kaiser vom Alexanderplatz, regia di Erik Ode (1964)
- Mit den besten Empfehlungen, regia di Carl-Heinz Schroth (1964)
- Angeklagter: Onkel Daniel, regia di Wolfgang Spier (1964)
- Gespenster, regia di Peter Beauvais (1966)
- Weiß gibt auf, regia di Falk Harnack (1966)
- Kaviar und Linsen, regia di Wolfgang Spier (1967)
- Das kleine Teehaus, regia di Paul Martin e Eugen York (1967)
- Crumbles letzte Chance, regia di Erik Ode (1967)
- Peter Schlemihls wundersame Geschichte, regia di Peter Beauvais (1967)

- Komm, flüstere in mein gutes Ohr, regia di Wolfgang Spier (1969)
- Der Raub der Sabinerinnen, regia di Stefan Meuschel (1971)
- Das Geld liegt auf der Bank, regia di Stefan Meuschel e Ottokar Runze (1971)
- Die Glückspirale, regia di Dieter Pröttel (1972)
- Der Fall Opa, regia di Harald Philipp (1972)
- Rheinpromenade, regia di Heinz Schirk (1975)
- Von Emma, Türkenpaul und Edwin mit der Geige, regia di Rainer Wolffhardt (1976)
- Links und rechts vom Ku'damm, regia di Heinz Schirk (1977)
- Sanfter Schrecken, regia di Alfred Weidenmann (1977)
- Der Hit, regia di Georg Ruest e Christian Wölffer (1978)
- Großstadt-Minaturen: Geschichten zwischen Kiez und Ku'damm, regia di Ludwig Cremer (1978)
- Einzelzimmer, regia di Wolfgang Panzer (1979)
- Die Alten kommen, regia di Wolfgang Becker (1980)
- Teegebäck und Platzpatronen, regia di Wolfgang Spier (1980)
- Die Wildente, regia di Rudolf Noelte (1981)
- Zurück an den Absender, regia di Thomas Engel (1981)
- Ein Mord liegt auf der Hand, regia di Ralf Gregan (1983)

Serie Tv
- Unternehmen Kummerkasten (1962) - 1 episodio
- Stahlnetz (1963) - 1 episodio
- Der Kommissar (1972, 1975) - 2 episodi
- Eine Frau bleibt eine Frau (1973) - 1 episodio
- Unter einem Dach (1974)
- Berlin - 0:00 bis 24:00 (1975)
- Hundert Mark (1975)
- L'ispettore Derrick (Derrick) (1975, 1977) - 2 episodi

- Die Fälle des Herrn Konstantin (1977) - 2 episodi
- Polizeiinspektion 1 (1977) - 1 episodio
- Il commissario Köster (Der Alte) (1978, 1979, 1982) - 3 episodi
- Leute wie du und ich (1980)
- Rummelplatzgeschichten (1984) - 1 episodio
- Alles aus Liebe (1984) - 1 episodio
- Jakob und Adele (1984) - 1 episodio